# 汉斯·赫托夫·汉森
汉斯·克里斯蒂安·赫托夫·汉森（丹麥語：Hans Christian Hedtoft Hansen；1903年4月21日—1955年1月29日），丹麦前政治家，为丹麦社会民主党成员。曾两度担任丹麦首相（1947-50；1953-55），并担任过北欧理事会的主席等职务。其首相任内进行累进税率改革，并通过了《公共援助法》、《家政服务法》。